# 혼다 야스토시 (1569년)
혼다 야스토시(일본어: 本多康俊)는 센고쿠 시대부터 에도 시대 전기까지 활약한 도쿠가와씨의 가신이다. 미카와 니시오 번주, 오미 제제번 초대 번주이다. 혼다 가 야스토시 계(康俊系本多家) 종가 시조.
친부는 도쿠가와 사천왕 중 으뜸인 사카이 다다쓰구이다. 그의 차남으로 태어나 후에 혼다 히코하치로 다다쓰구(本多彦八郎忠次)의 양자로 입적하였다. 어머니는 우스이히메(碓井姫), 외조부는 마쓰다이라 기요야스로서 야스토시는 도쿠가와 이에야스에게는 고종 사촌동생에 해당한다.
|  | 니시오 번 번주(혼다 히코하치로 가문) 1601년 ~ 1617년 | 후임 마쓰다이라 나리시게 |

| 전임 도다 우지카네 | 제1대 제제번 번주(혼다 히코하치로 가문) 1617년 ~ 1621년 | 후임 혼다 도시쓰구 |